# منطقة الساقية
الساڨية هي إحدى القرى الجزائرية التابعة لدائرة سيدي عامر في ولاية المسيلة

## الاتجاه والمكان
تقع هذه القرية في الطريق الولائي الرابط بين ولاية سيدي عامر وولاية مجدل بالقرب من المنطقة الزراعية الخرزة.

## المنشاءات الإدارية والمساجد
تحوي على: 
1. مدرسة بن عطية الحاج السعيد
2. فرع بلدي
3. مسجد عقبة ابن نافع

## معلومات أخرى عن القرية
تتميز المنطقة بمناخ شبه صحراوي، حيث تعتبر منطقة الساقية على أنها منطقة زراعية ورعاوية حيث تتوجد العديد من المزارع في المنطقة كما أنها تشتهر بتربية الماشية.
تقع مرملة سيدي عامر بالقرب من الساقية. وهي أكبر مرملة في الجزائر.
في تاريخ أرض الساقية قُتل محمد بلونيس على يد واحد من أبناء المنطقة، فلقد كان أحد العدائين لجيش التحرير الجزائري.

## أخرى
تحرير: ي.مساعد
fb/The7general
tw/The7general
inst/The7general